# Crandall Peak
Der Crandall Peak ist ein 1840 m hoher und größtenteils verschneiter Berg im ostantarktischen Viktorialand. In den Admiralitätsbergen ragt er in der Mitte der Westwand des Pitkevitch-Gletschers auf.
Der United States Geological Survey kartierte ihn anhand eigener Vermessungen und Luftaufnahmen der United States Navy aus den Jahren von 1960 bis 1963. Das Advisory Committee on Antarctic Names benannte ihn 1970 nach Leutnant Eugene D. Crandall, Kommandant einer LC-130F der Flugstaffel VX-6 bei der Operation Deep Freeze des Jahres 1968.